# Farhod Negmatow
Farhod Negmatow (tadschikisch Фарҳод Негматов; * 22. November 1989) ist ein tadschikischer Taekwondoin. Er startet im Feder- und Weltergewicht.
Seine ersten internationalen Titelkämpfe bestritt Negmatow bei der Weltmeisterschaft 2009 in Kopenhagen. In der Gewichtsklasse bis 74 Kilogramm schied er nach seinem Auftaktkampf aus. Erfolgreicher verlief die Weltmeisterschaft 2011 in Gyeongju. In der Klasse bis 68 Kilogramm rückte er mit drei Siegen bis ins Achtelfinale vor, schied dann jedoch gegen Servet Tazegül aus. Beim asiatischen Olympiaqualifikationsturnier 2011 in Bangkok gewann er in der Klasse bis 80 Kilogramm den entscheidenden Kampf um den dritten Platz und qualifizierte sich für die Olympischen Spiele 2012 in London.
Negmatow wird von John Jong-hu trainiert. Er studiert an der Tadschikischen Pädagogischen Universität.